# Икар, Кристин
Кристин Икар (фр. Christine Icart) — французская арфистка .
Начала заниматься на арфе в шестилетнем возрасте в Ницце. Окончила Парижскую консерваторию. Одна из ведущих арфисток Франции и Европы, первый лауреат Международного конкурса арфистов имени Лили Ласкин (1993), удостоена ряда других международных наград.
Икар — ученица Мариэль Нордман, которая, в свою очередь, училась у Лили Ласкин, а та завоевала широкую известность во многом благодаря совместным выступлениям с флейтистом Жаном Пьером Рампалем и осуществлённой ими в сотрудничестве с оркестром Жана Франсуа Пайяра записи Концерта для флейты и арфы с оркестром Моцарта. Таким образом Икар унаследовала, в частности, особую склонность к репертуару для флейты и арфы.
Кристин Икар также является основателем фестиваля «Савойские музыкальные встречи» (фр. les Rencontres Musicales (Savoie)). В настоящее время живёт в Лионе.